# Santo Tomás (Zempoala)
Santo Tomás es una localidad de México localizada en el municipio de Zempoala en el estado de Hidalgo.

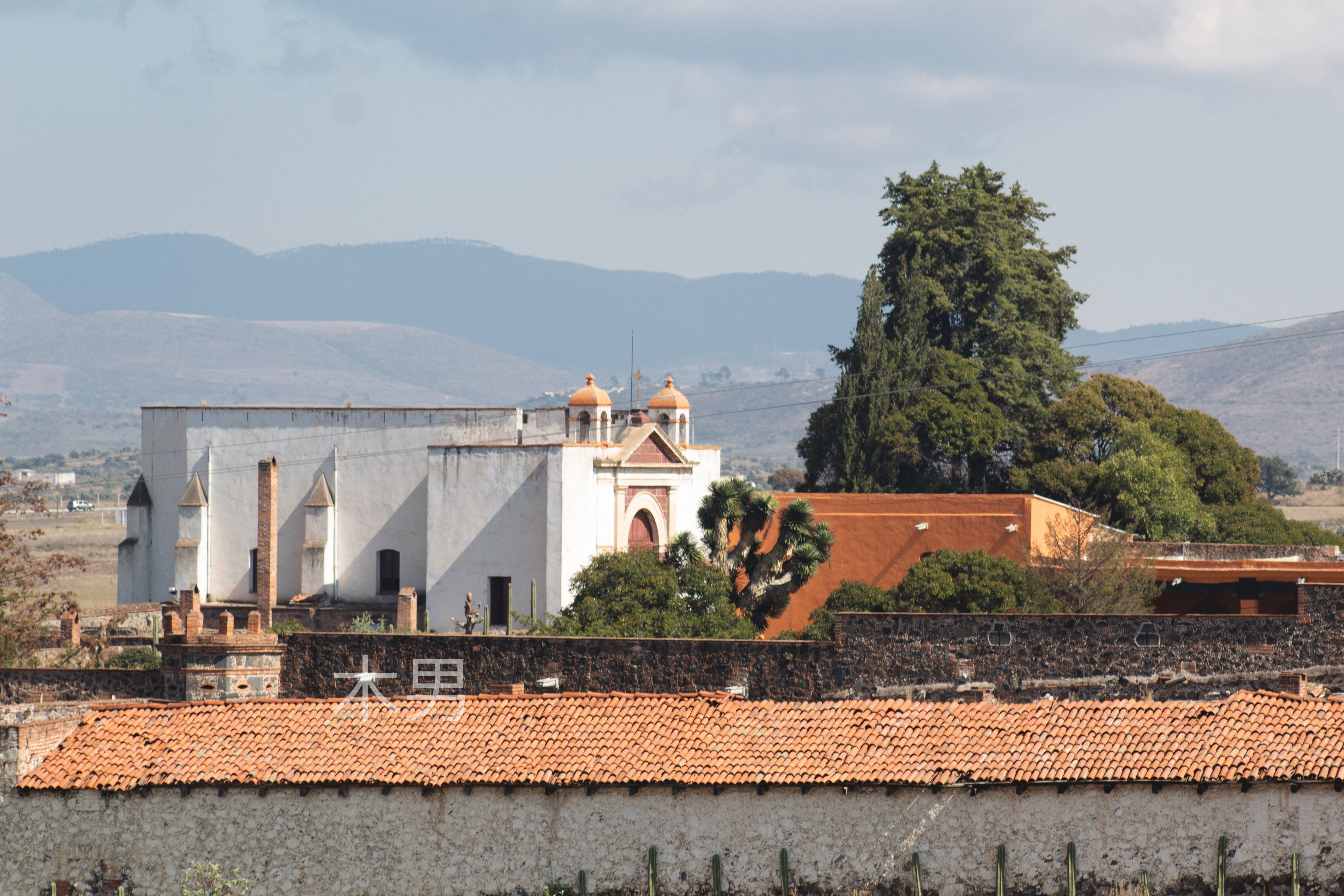
Hacienda de San Antonio Tochatlaco, Cerca de Santo Tomás, Municipio de Zempoala

## Geografía
Se encuentra en la región geográfica de los llanos de Apan (Altiplanicie pulquera), le corresponden las coordenadas geográficas 19° 54’ 10.018” de latitud norte y 98° 34’ 04.442” de longitud oeste, con una altitud de 2650 m s. n. m. En cuanto a fisiografía se encuentra en la provincia del Eje Neovolcánico, dentro de la subprovincia de Lagos y Volcanes de Anáhuac; su terreno es de llanura. En lo que respecta a la hidrografía se encuentra posicionado en la región del Pánuco, dentro de la cuenca del río Moctezuma, y dentro de las subcuenca del río Tezontepec. Cuenta con un clima semiseco templado.

## Demografía
En 2020 registró una población de 2053 personas, lo que corresponde al 3.55 % de la población municipal. De los cuales 984 son hombres y 1069 son mujeres.
| Gráfica de evolución demográfica de Santo Tomás entre 1900 y 2020 |
|                                                                   |
| Población registrada por los censos y conteos del INEGI.          |